# Gaia Sabbatini
Gaia Sabbatini (* 10. Juni 1999 in Teramo) ist eine italienische Leichtathletin, die sich auf den Mittelstreckenlauf fokussiert hat.

## Sportliche Laufbahn
Erste internationale Erfahrungen sammelte Gaia Sabbatini im Jahr 2017, als sie bei den U20-Europameisterschaften in Grosseto im 1500-Meter-Lauf in 4:22,84 min den achten Platz belegte. Im Jahr darauf schied sie dann bei den U20-Weltmeisterschaften in Tampere mit 4:22,50 min im Vorlauf aus und auch bei den Halleneuropameisterschaften 2021 in Toruń verpasste sie mit 4:17,21 min den Finaleinzug. Im Juli siegte sie in 4:13,98 min über 1500 m bei den U23-Europameisterschaften in Tallinn und nahm daraufhin an den Olympischen Spielen in Tokio teil und schied dort mit neuer Bestleistung von 4:02,25 min im Halbfinale aus. 2022 erreichte sie bei den Weltmeisterschaften in Eugene das Halbfinale über 1500 Meter und wurde dort wegen Behinderung einer Mitstreiterin disqualifiziert. Anschließend gelangte sie bei den Europameisterschaften in München mit 4:06,04 min auf den neunten Platz. Im Dezember siegte sie bei den Crosslauf-Europameisterschaften in Turin in 17:23 min gemeinsam mit Pietro Arese, Federica Del Buono und Yassin Bouih in der Mixed-Staffel. 2023 erreichte sie bei den Weltmeisterschaften in Budapest das Semifinale über 1500 Meter und kam dort nicht ins Ziel. Im Dezember belegte sie bei den Crosslauf-Europameisterschaften in Brüssel in 20:06 min den vierten Platz in der Mixed-Staffel.
In den Jahren 2020 und 2021 wurde Sabbatini italienische Hallenmeisterin im 1500-Meter-Lauf sowie 2022 über 800 Meter.

## Persönliche Bestzeiten
- 800 Meter: 2:00,75 min, 26. Juni 2021 in Rovereto
  - 800 Meter (Halle): 2:01,07 min, 27. Februar 2022 in Ancona
- 1000 Meter: 2:48,06 min, 25. April 2017 in Rom
  - 1000 Meter (Halle): 2:38,67 min, 19. Februar 2022 in Birmingham (italienischer Rekord)
- 1500 Meter: 4:01,24 min, 16. Juli 2023 in Chorzów
  - 1500 Meter (Halle): 4:10,25 min, 2. März 2022 in Madrid
- Meile: 4:31,74 min, 4. September 2021 in Mailand